# Onthophagus orpheus
Onthophagus orpheus es una especie de insecto del género Onthophagus, familia Scarabaeidae, orden Coleoptera.

Fue descrita científicamente por Panzer en 1794.